# Mantispa castaneipennis
Mantispa castaneipennis är en insektsart som beskrevs av Esben-petersen 1917. Mantispa castaneipennis ingår i släktet Mantispa och familjen fångsländor. Inga underarter finns listade i Catalogue of Life.